# Praia de Santa Mónica
Playa de Santa Mónica (en portugués: Praia de Santa Mónica; en criollo de Boa Vista: Praia di Santa Mónika; en criollo de São Vicente: Praia d' Santa Mónica) es una playa que cubre la costa suroeste de la isla de Boa Vista en el país africano de Cabo Verde. Su longitud total es de aproximadamente 15 km y se extiende desde el punto más occidental de la isla (Varandinha) al punto más meridional de la isla. La playa es accesible a través de algunas carreteras remotas y no es muy utilizada debido a las condiciones desérticas y la baja población. El área alrededor es plana y tupida, las montañas dominan la zona hacia el norte. 